# Blitzkrieg May 1940
Blitzkrieg May 1940 est un jeu vidéo de type wargame conçu par Ken Wright et publié par Impressions Games en 1990 sur Amiga et Atari ST. Il simule des affrontements sur le front de l'Ouest pendant la Seconde Guerre mondiale. Il oppose une armée d'invasion Allemande aux forces Alliés et implique plus de 70 divisions, dont 10 de panzers,.

## Accueil
| Blitzkrieg May 1940      |      |       |
| Média                    | Pays | Notes |
| Amiga Action             | RU   | 54 %  |
| Amiga User International | RU   | 60 %  |
| ST Format                | RU   | 57 %  |